# Сумигаз (футзальний клуб)
Футзальний клуб Сумигаз (Суми) або просто «Сумигаз»  — український футзальний клуб з міста Суми. Починаючи з сезону 1998/99 по 2005/06 роки виступав у Вищій лізі України з футзалу.

## Хронологія назв
- 1997: МФК «Суми»
- 1997: «Колос» (Суми)
- 2001: «Сумигаз» (Суми)
- 2006: клуб розформовано

## Історія
МФК «Суми» засновано в Сумах 1997 році за ініціативою президента Асоціації футзалу Сум Олександра Єлшанського. Після пошуку спонсора команда під назвою «Колос» (Суми) змагалася у професіональних матчах Першої ліги, вигравши титул чемпіона. В решті матчів команді зарахували технічні поразки, й після закінчення сезону з 2 перемогами та 3 нічиїми опинився на останньому 12-му місці. У сезоні 1998/99 років клуб дебютував у Вищій лізі, посівши 14 місце. У 2000 році знову посів 14-те місце. Сезон 2000/01 років клуб не завершив. У наступному сезоні 2001/02 років клуб знайшов нового спонсора — комунальне підприємство «Сумигаз» й змінив назву на «Сумигаз» (Суми). Новий сезон завершив на восьмому місці. У 2003 році знову став 8-им. Наступного сезону, 2003/04, опустився на 10-те місце. У сезоні 2004/05 років побував на останньому 15-му місці. Наприкінці сезону 2005/06 років, в якому знову посів останнє 17-те місце, клуб розформували.

## Клубні кольори та форма
| Білий | Чорний |

Футзалісти клубу зазвичай проводили домашні матчі в білій формі.

## Досягнення
- Чемпіонат України
  - 8-ме місце (2): 2001/02, 2002/03

- Перша ліга України
  -  Чемпіон (1): 1997/98

## Структура клубу

### Стадіон
Домашні матчі проводив в університетському залі СКДПУ у Сумах, який вміщував 500 місць.

### Спонсори
- Сумський державний педагогічний університет
- «Колос»
- «Сумигаз»

## Відомі тренери
- Костянтин Капиця (1997–200?)
- Володимир Гладов (200?–200?)

## Відомі гравці
- Олександр Бандура
- Олег Гусєв
- Віталій Колесник
- Олександр Пелешев
- Артем Радіонов